# Elinghems ödekyrka
Elinghems ödekyrka är en kyrkoruin i Hangvars socken på nordvästra Gotland. Kyrkan uppfördes i mitten av 1200-talet och var fram till omkring 1600 sockenkyrka i Elinghems socken. Sedan 1600-talet har den stått som ruin, möjligen på grund av brand. Siste prästen var Rasmus Rodeus som avled 1617.
Kyrkan var byggd av kalksten och var 18 meter lång och 9 meter bred. Det som idag återstår av kyrkan är omkring 12 meter höga ruiner av ett rektangulärt långhus och ett nästan kvadratiskt kor. Bland bevarade inventarier finns altarbordet av kalksten, en dopfunt från 1250-talet och en vigvattensskål. I den västra gaveln finns också en smal, inbyggd trappa till kyrkvinden. Det finns två gravhällar i kyrkan och ytterligare ett antal hällar utanför på kyrkogården.
Ruinen restaurerades 1923–1924 under ledning av Sven Brandel. Då identifierades nedfallna partier som återinmurades och man förstärkte konstruktionen.
Kyrkan omges av en mur som kan vara en fornborg och som i så fall är äldre än kyrkan. Den ringformiga muren är cirka 125 meter lång, 3 meter bred och en meter hög. Den består av grå- och kalkstenar och är delvis övertorvad. På andra sidan landsvägen finns också ett gravfält som visar att platsen har förkristna traditioner. Gravfältet består av sju rösen och omkring 165 runda stensättningar. De största rösena mäter 10 meter i diameter och är drygt en meter höga.

## Bilder

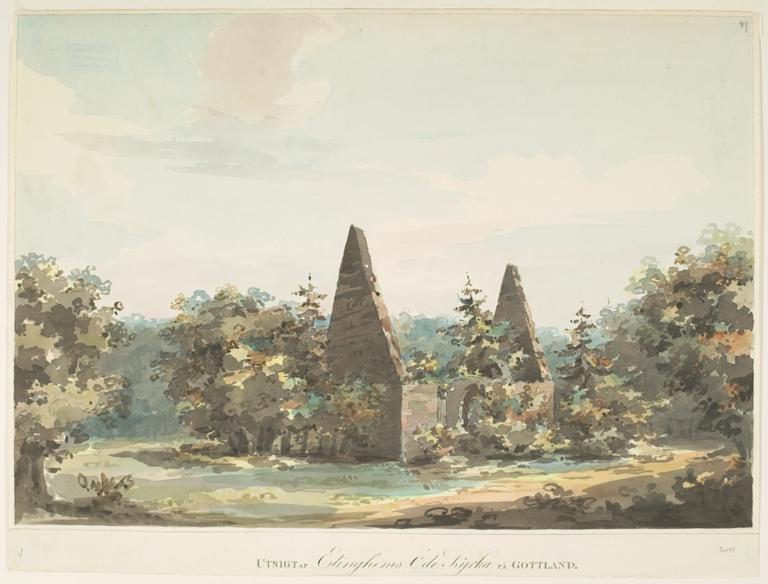
Akvarellerad teckning från 1807 av Jacob Wilhelm Gerss.
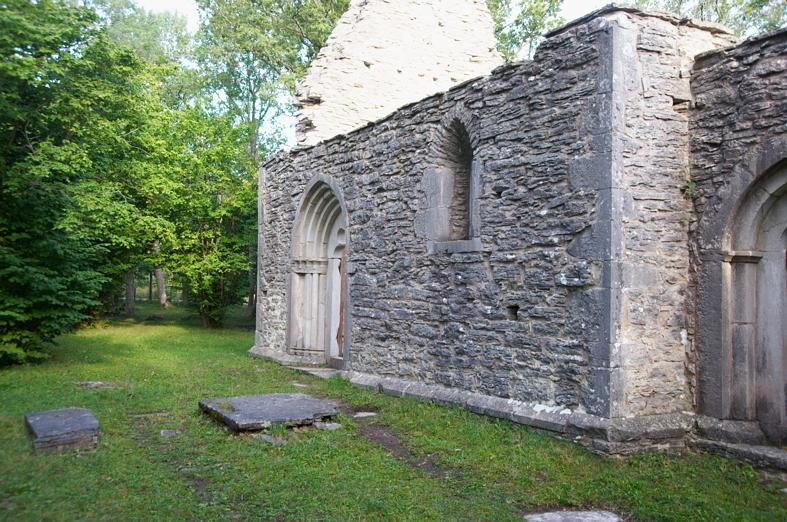
Exteriör.
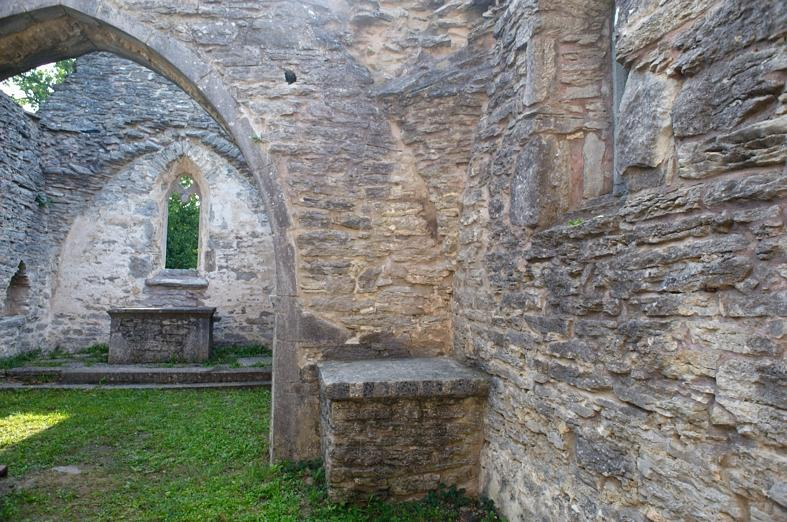
Interiör.
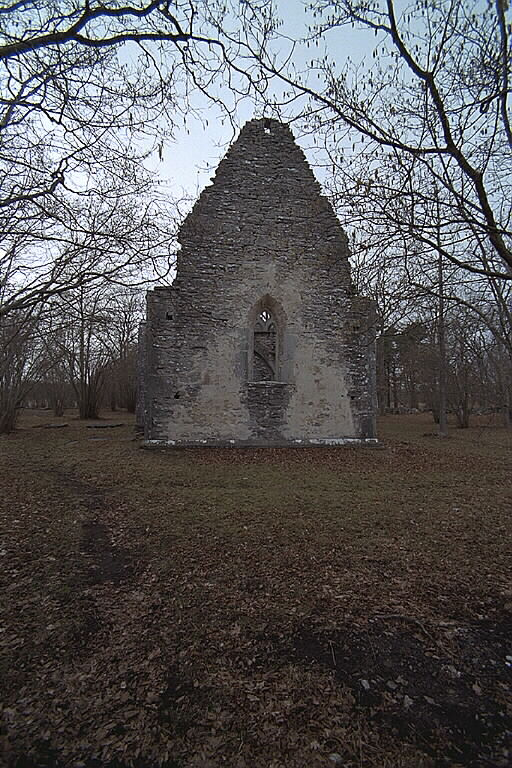
Exteriör, Elinghems ödekyrka.
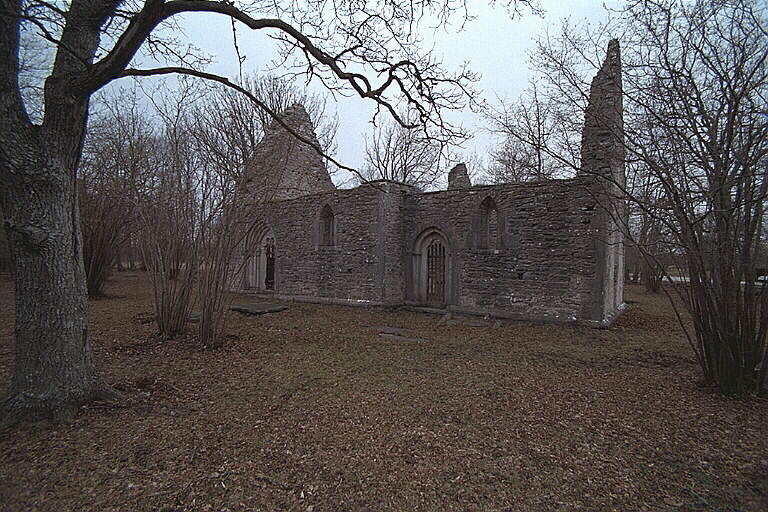
Exteriör, Elinghems ödekyrka.
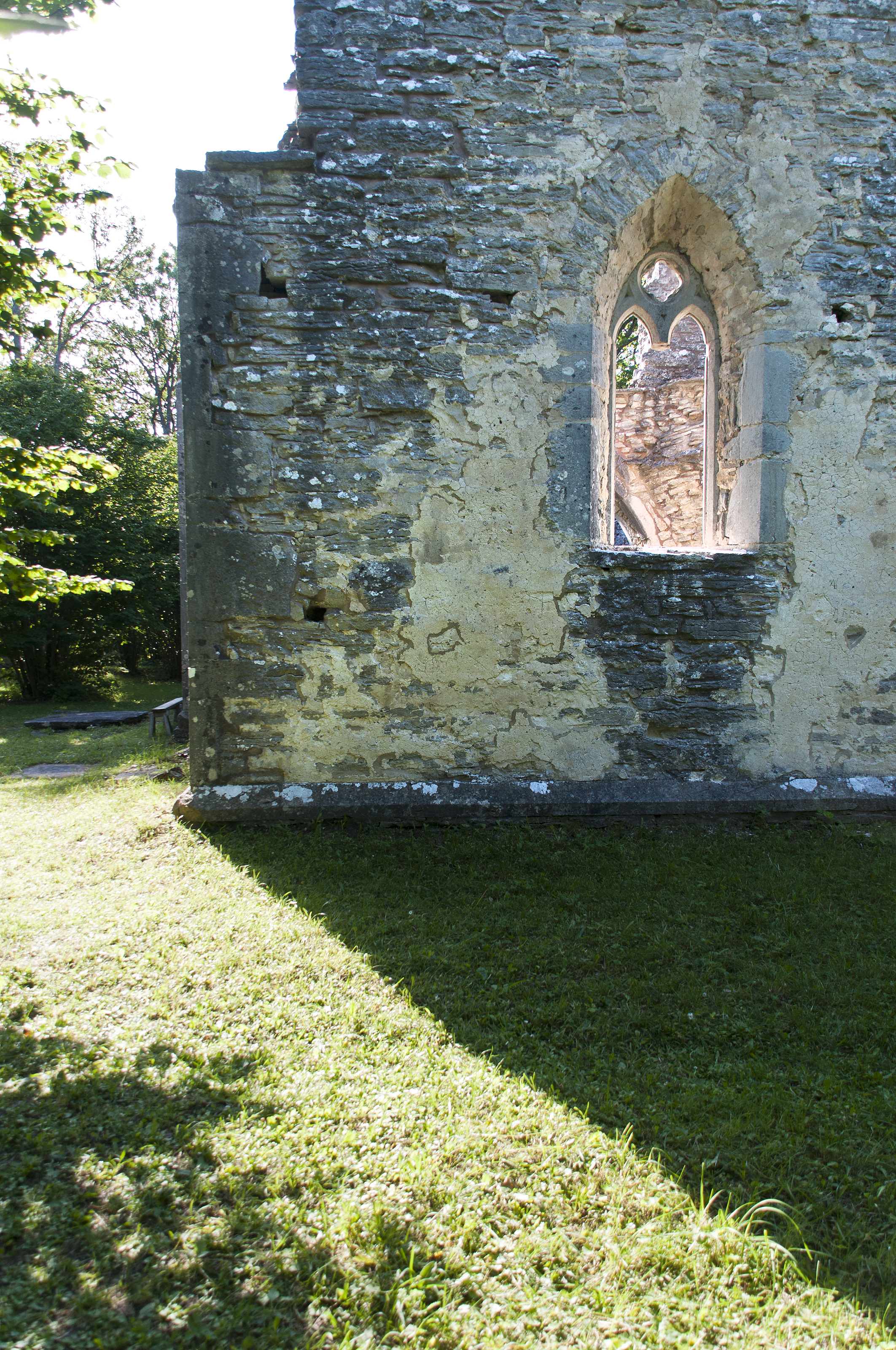
Östgavel.
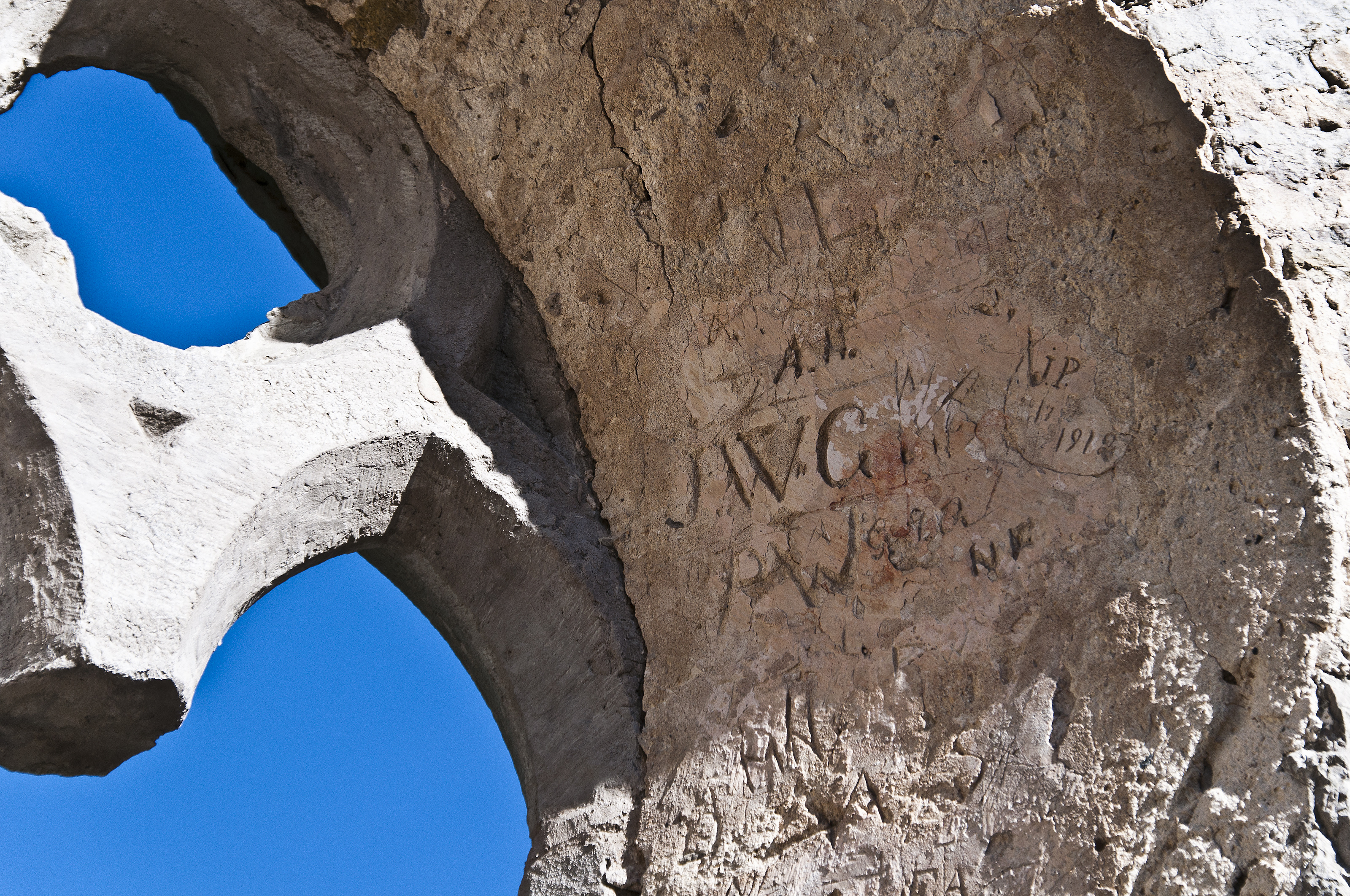
Graffiti.
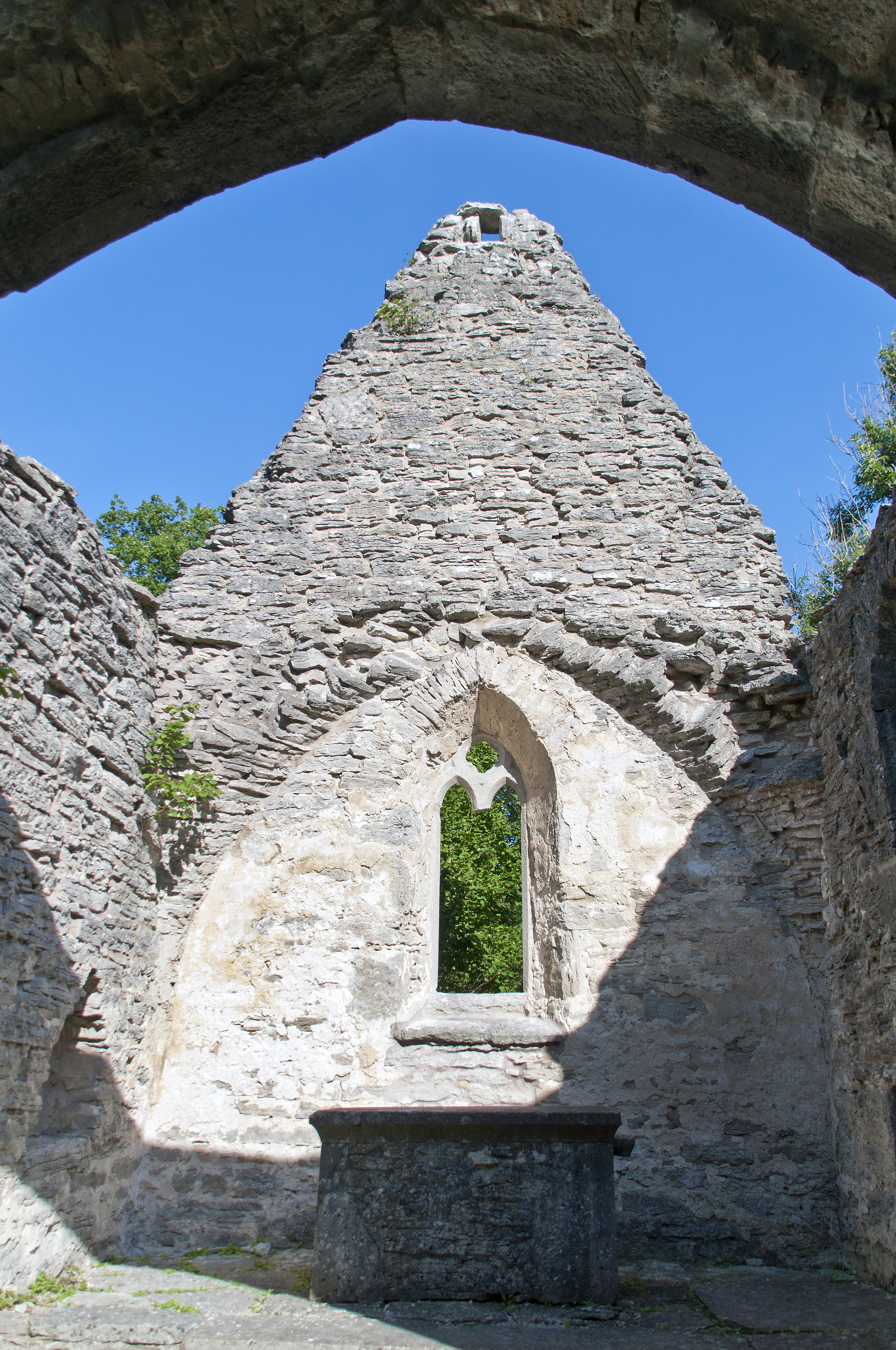
Mot öster.
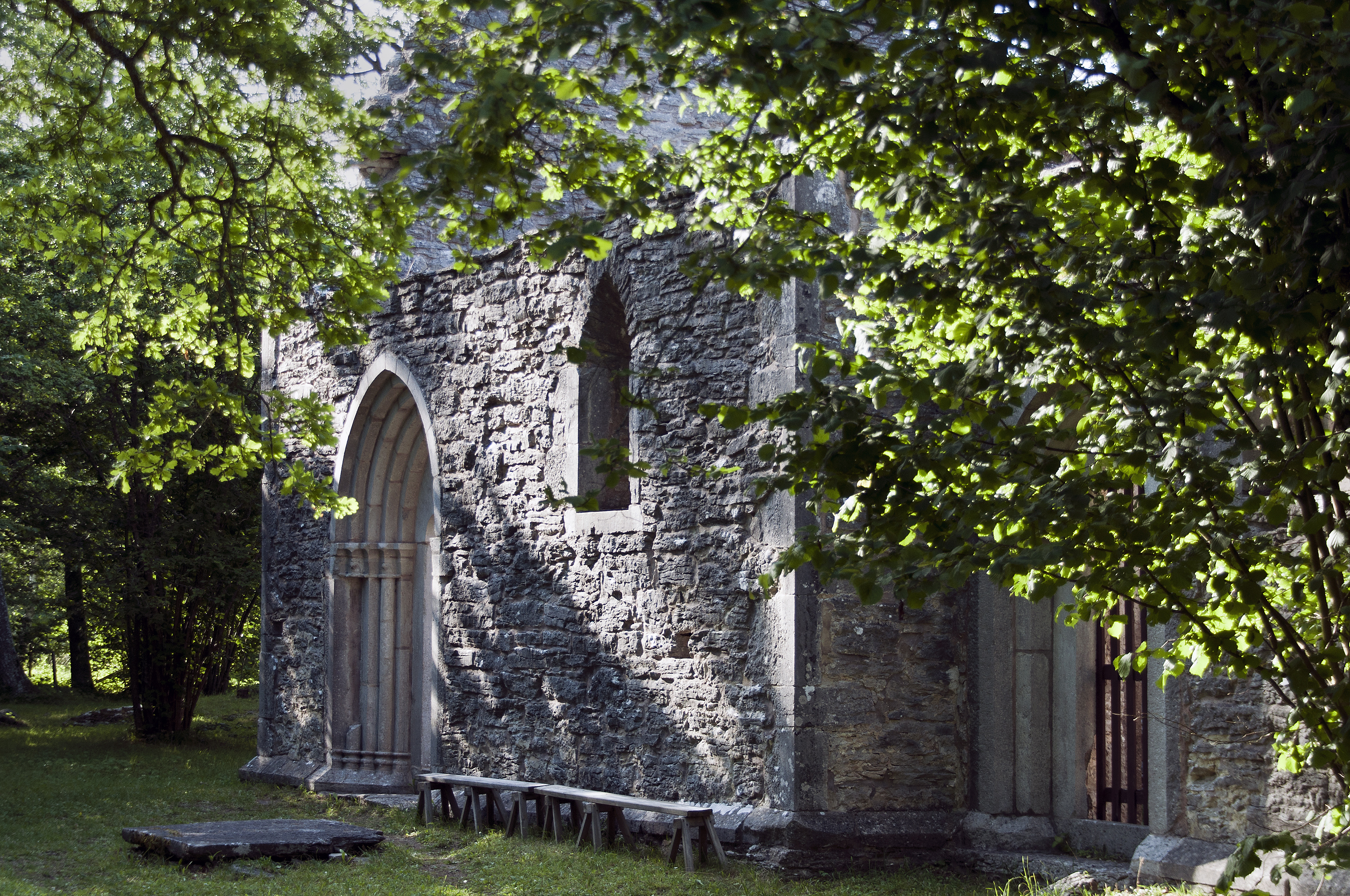
Sydsida.
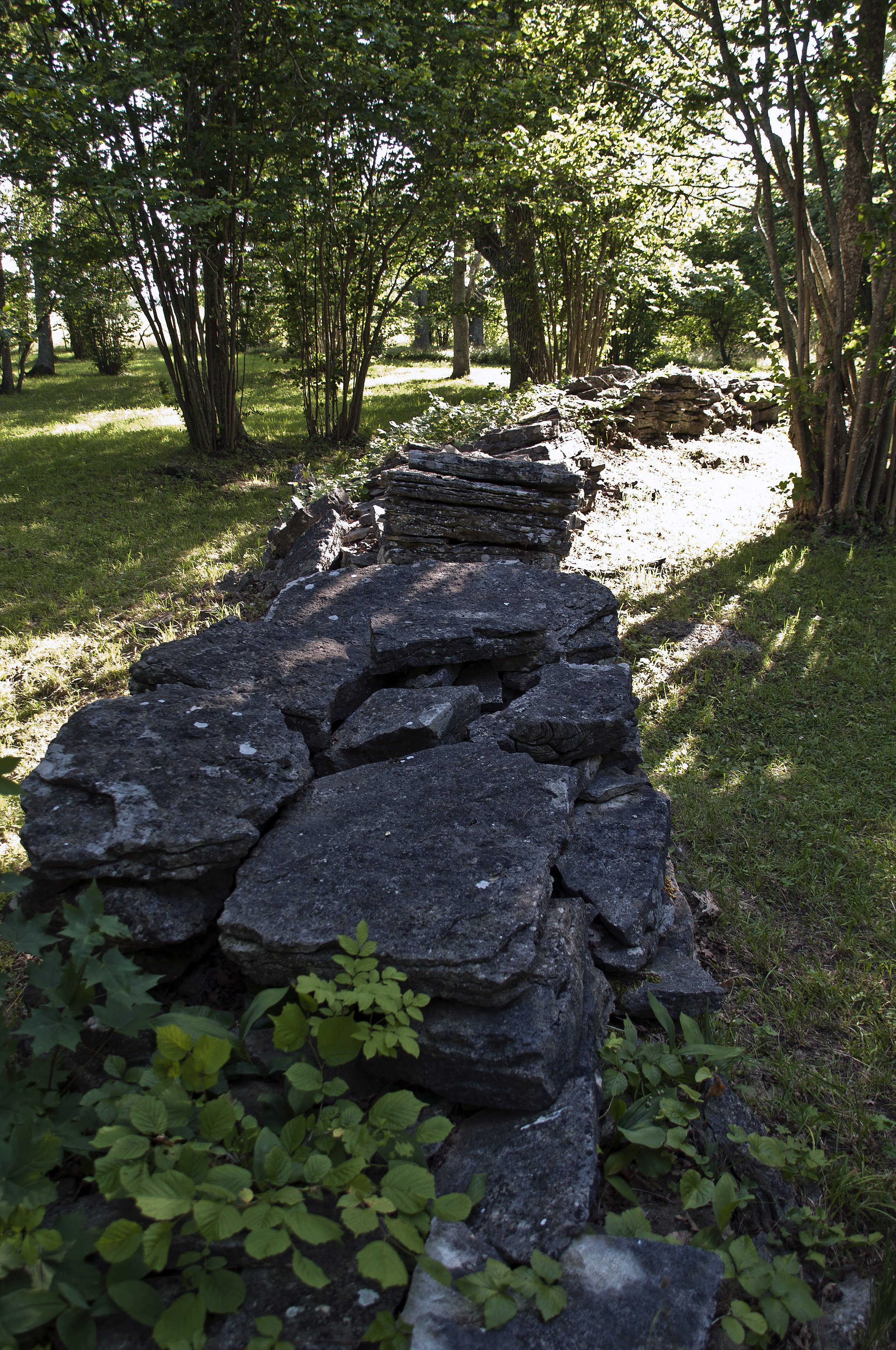
Bogårdsmur.
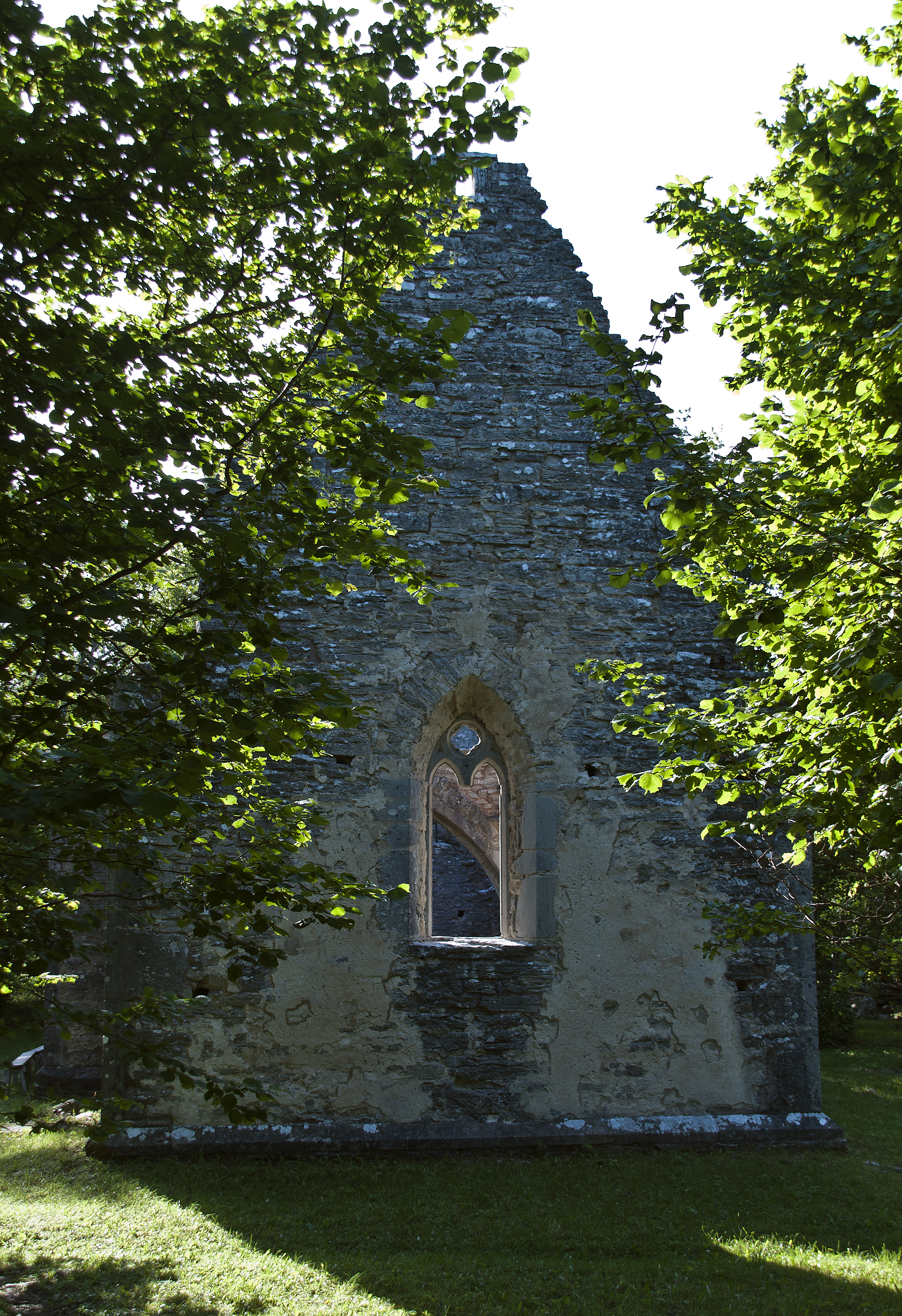
Östgavel.

### Fotnoter
1. ↑  ”Förteckning (Sveriges församlingar genom tiderna)”. Skatteverket. 1989. http://www.skatteverket.se/privat/folkbokforing/omfolkbokforing/folkbokforingigaridag/sverigesforsamlingargenomtiderna/forteckning.4.18e1b10334ebe8bc80003999.html. Läst 17 december 2013.
2. 1 2  Vägen till kulturen på Gotland, Gotländskt arkiv 1987 s. 61.
3. ↑  4:1, Riksantikvarieämbetet
4. ↑  Lagerlöf, Erland; Svahnström, Gunnar (1991). Gotlands kyrkor : en vägledning (4., omarb. uppl). Stockholm: Rabén & Sjögren. Libris 7236944. ISBN 91-29-61598-4
5. ↑  ”Elinghem ödekyrka”. segotland.se. Arkiverad från originalet den 23 augusti 2010. https://web.archive.org/web/20100823082635/http://www.segotland.se/servlet/GetDoc?meta_id=1132&file_id=3. Läst 23 december 2009. Länsstyrelsen i Gotlands län
6. ↑  4:2, Riksantikvarieämbetet
7. ↑  14:1, Riksantikvarieämbetet